# Sibirisk krikand
Sibirisk krikand (latin: Anas formosa) er en sibirisk andefugl.